# Орион-2
«Орион-2» — отменённый в связи с закрытием программы «Созвездие», пилотируемый пробный запуск ракеты-носителя «Арес I» и космического корабля «Орион». Он был запланирован на март 2014, а экипаж должен был состоять из двух астронавтов. «Орион 2» должен был стать первым пилотируемым космическим кораблём НАСА после окончания программы «Спейс Шаттл», который пристыкуется к МКС. Посадка, предполагалось, произойдёт на базе военно-воздушных сил в штате Калифорния.